# 보호프로파일
보호프로파일(Protection Profile)이란 국제공통평가기준 (Common Criteria, ISO 15408)의 기능과 보증 요구사항을 이용하여 특정 제품(TOE)의 구현과 상관없이 보안요구사항을 정의한 문서를 말한다.

## 내용
보호프로파일에 포함되어야 할 내용은 공통평가기준에 포함되어 있으며, 주요 항목들은 다음과 같다.
1.보호프로파일 소개
보호프로파일 참조
TOE 개요
2. 준수 선언
공통평가기준 준수선언
보호프로파일. 패키지 준수 선언
준수 선언의 이론적 근거
보호프로파일 준수 방법
3. 보안문제정의
위협
조직의 보안정책
가정사항
4. 보안목적
TOE에 대한 보안목적
운영환경에 대한 보안목적
보안목적의 이론적 근거
5. 확장 컴포넌트 정의
6. 보안요구사항
보안기능요구사항
보증요구사항
보안요구사항의 이론적 근거